# Вихрони Попнеделев
Вихрони Попнеделев е български художник живописец.

## Биография
Роден е на 1 март 1953 г. в Пловдив. Завършва Художествената гимназия в Казанлък (1972) и живопис във ВИИИ „Николай Павлович“ в София (1979), при проф. Панайот Панайотов. Доцент (1995) и професор (2001) по живопис в Националната художествена академия. Носител е на Национална награда за живопис „Захари Зограф“ (1982).
През 1986–1987 г. Греди Асса, Андрей Даниел, Божидар Бояджиев, Вихрони Попнеделев, Недко Солаков и изкуствоведът Филип Зидаров основават групата за авангардно изкуство „Градът“. Заедно правят няколко изложби, но впоследствие групата се разпада.